# Lâu đài Měšice
Lâu đài Měšice (tiếng Séc: Zámek Měšice) là một lâu đài lịch sử mang phong cách kiến trúc Baroque, tọa lạc ở thị trấn Tábor, thuộc huyện Tábor, vùng Jihočeský, Cộng hòa Séc. Công trình này có tên trong danh sách các di tích văn hóa của Cộng hòa Séc.

## Lịch sử
| Mốc lịch sử    | Mô tả |
| -------------- | --- |
| Thế kỷ 16      | Một pháo đài thời Phục hưng được gia đình Prokop xứ Hejlovec xây dựng vào năm 1545. Lúc bấy giờ, các làng Měšice, Čekanice và Stoklasná Lhota cũng thuộc quyền quản lý của gia đình Prokop xứ Hejlovec.                              |
| Cuối thế kỷ 17 | Pháo đài này được xây dựng lại thành một lâu đài mang phong cách Baroque vào năm 1699. |
| Thế kỷ 19      | Năm 1817, Jan Schmidtgräber của Lustenegg đã mở rộng lâu đài Baroque và tiến hành sửa đổi hình dáng mặt tiền theo phong cách Đế chế. Sau năm 1877, Nam tước Nadherný của Borutín tiếp quản lâu đài Mešice.                           |
| Thế kỷ 20      | Từ năm 1997, chủ tịch Viện Hội họp Quốc tế Séc (ČIMS) - Jan Berwid-Buquoy sở hữu lâu đài này. |
| Hiện nay       | Lâu đài Měšice được mở cửa cho công chúng tham quan trong khung giờ từ 11 giờ sáng đến 5 giờ chiều, nếu có nhóm (ít nhất 5 người) đặt lịch hẹn trước. Ngoài ra, ČIMS cũng có tổ chức các buổi thuyết trình giáo dục tại lâu đài này. |